# Flow time
Flow time (che, tradotto dall'inglese, significa tempo di attraversamento) è un termine tecnico usato in gestione d'azienda per indicare il tempo impiegato da un pezzo (o da un lotto) per completare il proprio percorso all'interno di un sistema di produzione.
La misura del flow time può essere utilizzata come indicatore per valutare le prestazioni del sistema, che risulteranno migliori in corrispondenza di un minore tempo di attraversamento; più è basso il flow time, più è basso livello di materiale in corso di lavorazione.